# Родриго Тадей
Родриго Феранте Тадей (на португалски: Rodrigo Ferrante Taddei) e бразилски професионален футболист, десен полузащитник. Той е играч на Рома. Висок е 177 см.
Тадей има и италиански паспорт, поради което не заема място на чужденец в състава на „вълците“.